# Lathrolestes erugatus
Lathrolestes erugatus là một loài tò vò trong họ Ichneumonidae.